# W. Frank James

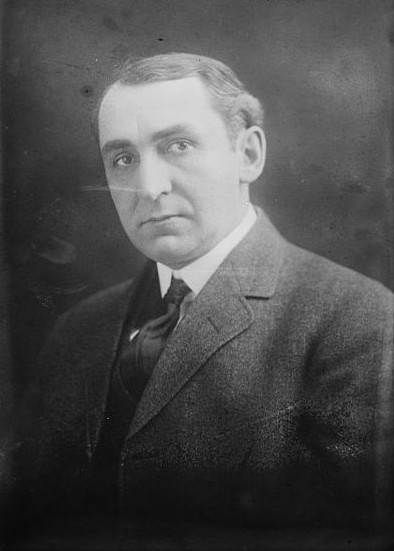
W. Frank James

William Francis „Frank“ James (* 23. Mai 1873 in Morristown, New Jersey; † 17. November 1945 in Arlington, Virginia) war ein US-amerikanischer Politiker. Zwischen 1915 und 1935 vertrat er den Bundesstaat Michigan im US-Repräsentantenhaus.

## Werdegang
Im Jahr 1876 zog Frank James mit seinen Eltern nach Hancock in Michigan, wo er die öffentlichen Schulen besuchte. In den Jahren 1890 und 1891 absolvierte er das Albion College. Während des Spanisch-Amerikanischen Kriegs von 1898 diente er als Soldat in einem Infanterieregiment aus Michigan. Zwischen 1900 und 1904 fungierte James als Kämmerer im Houghton County. Außerdem arbeitete er in der Immobilienbranche und im Versicherungswesen. Politisch war er Mitglied der Republikanischen Partei. Von 1906 bis 1908 saß er im Gemeinderat von Hancock; danach war er in den Jahren 1908 und 1909 Bürgermeister dieses Ortes. Zwischen 1910 und 1914 gehörte James dem Senat von Michigan an.
Bei den Kongresswahlen des Jahres 1914 wurde er im zwölften Wahlbezirk von Michigan in das US-Repräsentantenhaus in Washington, D.C. gewählt, wo er am 4. März 1915 die Nachfolge von William Josiah MacDonald antrat. Nach neun Wiederwahlen konnte er bis zum 3. Januar 1935 zehn Legislaturperioden im Kongress absolvieren. In diese Zeit fielen unter anderem der Erste Weltkrieg und die Weltwirtschaftskrise. Damals wurden auch der 18., der 19., der 20. und der 21. Verfassungszusatz beraten und verabschiedet. Seit 1933 wurden im Kongress die ersten New-Deal-Gesetze der Bundesregierung unter Präsident Franklin D. Roosevelt diskutiert und in Kraft gesetzt. Die Republikanische Partei, der James angehörte, stand diesen Reformgesetzen eher ablehnend gegenüber. Von 1929 bis 1931 war Frank James Vorsitzender des Ausschusses für Militärangelegenheiten.
Bei den Wahlen des Jahres 1934 unterlag James dem Demokraten Frank Eugene Hook. Zwei Jahre später bewarb er sich erfolglos um die Rückkehr in den Kongress; danach zog er sich aus der Politik zurück. Er starb am 17. November 1945 in Arlington und wurde auf dem dortigen Nationalfriedhof beigesetzt. Frank James war mit Jennie Mingey James (1880–1964) verheiratet.